# Laurids Skau
Laurids Pedersen Skau (født 22. maj 1817 i Sommersted, Haderslev, død 11. maj 1864 på Mariegård, Haderslev) var bestemt til at være landmand, men blev siden amtsforvalter og politiker. Han blev en fremtrædende person i kampen for danske interesser og bevarelsen af det danske sprog i Sønderjylland. Han var storebror til Peder Skau, der ligeledes viede sit liv til den sønderjyske sag.
Hans politiske karriere indledtes i 1834 og udvikledes gennem årene. Han var medlem af Folketinget fra 1849-52, af Stænderforsamlingen 1853-64 og 1854-64 af Rigsrådet som kongevalgt.
Det store gennembrud kom, da han i samarbejde med Christian Flor skrev nogle taler. Skamlingsbanken var et godt sted at fremføre sine meninger, og Skau holdt en fantastisk tale ved det første af skamlingsbankemøderne. Den var så god, at Grundtvig skrev dette vers:
”Ordet lød som Tordenbrag, rulled’ over Skoven,
ramte og som Tordenslag, kasted’ Glans paa Voven,
tændte Baal i Kæmpefavn, tændte Skamlingsbankens Bavn
med de klare Luer”
Ved Skamlingsbanken står en obelisk til minde om Laurids Skau, hvorpå ovenstående vers er indhugget. Den er indviet på 50 års dagen for det første møde. I sine senere år var han en skarp kritiker af den grundtvigske linje, som med Christian Flor og Cornelius Appel dominerede Rødding Højskole.
Ved Sankt Severin Kirke i Haderslev står et mindesmærke fra 1864 over Laurids Skau med indskriften: 
"Laurids Skau født i Sommersted d. 22. maj 1817 død på Mariegård d. 11. maj 1864 Godt navn dør aldrig"
- Mindesmærket på Skamlingsbanken
- Mindesten ved fødegården
- Laurids Skaus gravsten